# Ян Хуейянь
Ян Хуейянь (кит. трад. 楊惠妍, спр. 杨惠妍, піньїнь: Yáng Huìyán, нар. 1981) — китайська підприємиця, найбагатша жінка в Китаї і Азії. Згідно з Forbes, її статок оцінюється в 25,6 млрд доларів на 2018 рік.
З початку 2018 року всього за чотири дні роботи бірж статок Хуейянь зріс з 23,6 млрд доларів до 25,6 млрд доларів США. У списку мільярдерів Bloomberg (Bloomberg Billionaires Index) Хуейянь піднялася на 31-е місце, увійшовши в першу десятку підприємців, що зуміли сильніше інших збільшити свій статок з початку 2018 року.

## Біографія
Ян Хуейянь народилася 1981 року в Китаї. Дочка Яна Гоцяна — фермера і простого будівельника, який побудував компанію «Бігуйюань» (Biguiyuan) з нуля, а 2007 року віддав дочці 70 % акцій Country Garden. Батько залишився головою і головним виконавчим директором компанії. Здобула вищу освіту в Університеті штату Огайо, який закінчила у 2003 році.
Є головною акціонеркою Country Garden Holdings і однією з найбагатших людей в Китаї. Її статок оцінювався в 4,7 мільярда доларів 2012 року.
Country Garden є девелоперською компанією, що базується в провінції Гуандун, Китай. Основна діяльність компанії — будівництво елітного житла. Заснована в 1997 році в Шунде, провінція Гуандун, Country Garden була зареєстрована на Гонконзькій фондовій біржі 20 квітня 2007, зробивши мільярдерами п'ять своїх акціонерів.
У лютому 2023 року через вікові причини Ян Гоцян пішов у відставку з посади голови правління "Кантрі Гарден". На посаді голови правління її змінила Ян Хуйянь.
Раніше Ян була найбагатшою жінкою в Азії. Однак через кризу в китайському секторі нерухомості 2020-2023 років вона втратила загалом $28,6 млрд з 2021 року, в результаті чого її статки склали $5,5 млрд станом на серпень 2023 року, згідно з індексом мільярдерів Bloomberg Billionaires Index.

## Особисте життя
Ян одружена і входить в список найбагатших жінок планети.